# Azarmidokht
Azarmidokht (in medio persiano: آزرمیدخت, trasl. Āzarmīgdukht o Āzarmīdokht; ... – Ctesifonte, 631) fu una regina (banbishn) dell'Iran attiva dal 630 al 631.
Figlia del re (scià) Cosroe II (al potere dal 590 al 628), fu la seconda regina sasanide a rivestire la massima carica; sua sorella Boran regnò prima e dopo di lei. Azarmidokht salì al potere in Iran dopo che suo cugino Sapore V fu deposto dalla fazione dei Parsig, guidata da Piruz Cosroe, che aiutò Azarmidokht a salire al trono. L'anno successivo, tuttavia, fu uccisa da Rostam Farrokhzād per vendicarsi dell'uccisione del padre. Anche se vi è incertezza a livello storiografico, è probabile che la succedette Boran.

## Nome
"Azarmidokht" è la variante in persiano moderno del suo nome utilizzata dagli studiosi; il suo nome originale era in medio persiano, Āzarmīgdukht, che significa «figlia di colui che viene rispettato», in riferimento al padre Cosroe II (al potere dal 590 al 628).

## Biografia

### Origini e primi anni

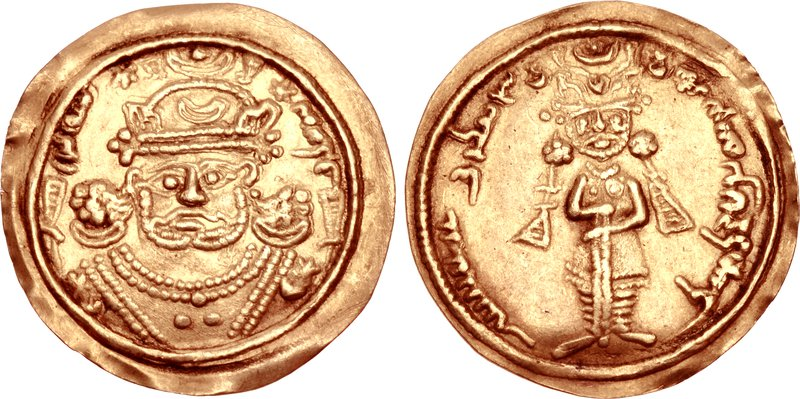
Dinaro d'oro che raffigura Cosroe II

Azarmidokht era la figlia dell'ultimo importante scià dell'Iran, Cosroe II, che fu rovesciato e giustiziato nel 628 dal suo stesso figlio Kavad II, il quale ordinò l'uccisione di tutti i suoi fratelli e fratellastri, compreso l'erede Mardanshah. L'impero subì un duro colpo da cui non si sarebbe più ripreso; Azarmidokht e sua sorella Boran avrebbero criticato e rimproverato Kavad II per le sue azioni barbariche, generando in lui «un senso di rimorso».
La caduta di Cosroe II culminò in una guerra civile durata dal 628 al 632, con i membri più potenti della nobiltà che ottennero la piena autonomia e iniziarono a costituire un proprio governo. Essi ripresero anche le ostilità tra le famiglie nobili persiane (Parsig) e quelle dei Parti (Pahlav), che si spartirono le ricchezze dell'impero. Pochi mesi dopo, una devastante pestilenza colpì le province sasanidi occidentali decimando metà della popolazione, compreso Kavad II. Gli succedette il figlio Ardashir III di otto anni, ucciso ventiquattro mesi dopo dall'illustre generale persiano Shahvaraz, a sua volta assassinato quaranta giorni dopo in un colpo di stato dal capo dei Pahlav, Farrukh Hormizd, fautore della salita al trono di Boran. L'anno successivo, tuttavia, la donna fu deposta e rimpiazzata dal cugino Shapur-i Shahrvaraz, che era anche figlio di Shahrbaraz ed era noto più comunemente come Sapore V. Il suo mandato si rivelò ancora più breve di quello del suo predecessore: egli decadde dopo meno di un anno dalla fazione Parsig guidata da Piruzan, il quale aiutò Azarmidokht ad accedere alla massima carica.

### Regno

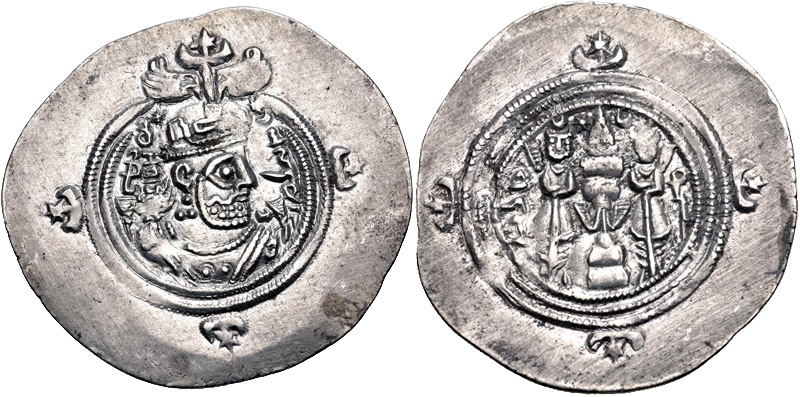
Dracma che raffigura Farrukh Hormizd

Quando Azarmidokht fu nominata regina dell'Iran, dichiarò che la gestione dell'impero avrebbe cercato di seguire le orme di suo padre, Cosroe II. Allo scopo di rafforzare la sua autorità e cercare una maggiore armonia tra le due fazioni rappresentate dai Pahlav e dai Parsig, Farrukh Hormizd chiese ad Azarmidokht (che era affiliata alla fazione dei Parsig) di sposarlo. Azarmidokht, tuttavia, rifiutò; pare che a seguito di questo evento, come riportano le fonti Farrukh Hormizd «non si sottrasse più agli impegni rappresentati dal trono», dichiarando: «Oggi sono la guida del popolo e il pilastro della terra iraniana». Egli iniziò a coniare monete alla stregua di un monarca, in particolare a Istakhr, nel Pars, e a Nahavand, nella Media. Per trattare con Farrukh Hormizd, Azarmidokht si sarebbe alleata con il membro della dinastia mehrānide Siyavakhsh, che era il nipote di Bahram VI, il famoso comandante militare (spahbod) che per breve tempo fu scià dell'Iran. Con l'aiuto di Siyavakhsh, Azarmidokht fece uccidere Farrukh Hormizd.
Il figlio di Farrukh Hormizd, Rostam Farrokhzād, che all'epoca era di stanza nella regione nord-orientale del Khorasan, gli succedette come guida dei Pahlav. Desideroso di vendicare il padre, condusse le truppe a Ctesifonte, la capitale dell'impero sasanide, «sbaragliando ogni armata di Azarmidokht che incontrò». Una volta sconfitte le forze di Siyavakhsh a Ctesifonte, catturò la città e si insediò in maniera definitiva. Azarmidokht fu poco dopo accecata e uccisa da Rostam, responsabile di aver restaurato Boran sul trono. Dopo questo incidente il centro del potere dell'impero si spostò probabilmente a nord-est, che era la patria dei Pahlav, e fu l'area dove Yazdgard III, l'ultimo re dei re sasanide, alla fine fuggì in cerca di assistenza contro la conquista islamica della Persia.

## Conio
Durante il suo breve regno, Azarmidokht fece coniare delle monete con l'effigie del padre sulla testa, con l'iscrizione khwarrah abzūd ("Creacita della gloria") e le corone alate che rappresentano Verethragna, il dio della vittoria. Sul retro è presente il classico altare di fuoco tardo-sasanide con due custodi. Il motivo per cui Azarmidokht ordinò di emettere denari con la figura del padre non si doveva tanto al suo sesso, in quanto era pur sempre legata alla famiglia reale sasanide e soprattutto a Cosroe II, considerato l'ultimo vero e legittimo re dei re dell'Iran. La ragione per cui Azarmidokht coniò monete con l'effigie del padre era quello di ripristinare la sua immagine e quella della casata sasanide, un tentativo che fu compiuto per la prima volta dalla sorella di Azarmidokht, Boran, che però non utilizzò un ritratto del padre, ma decise invece di rendergli omaggio facendo riferimento a lui nelle sue iscrizioni. Tuttavia, al momento dell'ascesa al trono di Azarmidokht, poiché si pensò che un'iscrizione poteva non risultare sufficiente, si preferì optare per Cosroe II sulla parte anteriore delle monete.

## Aspetto e personalità
Le fonti islamiche descrivono Azarmidokht come una donna intelligente e molto affascinante. Secondo lo storico del X secolo Hamza al-Isfahani, il libro ormai perduto intitolato Kitāb ṣuwar molūk Banī Sāsān ("Il libro illustrato sasanide") la ritrae «seduta, con indosso una veste rossa ricamata e pantaloni borchiati celesti, mentre tiene in mano un'ascia da battaglia nella mano destra e si appoggia a una spada tenuta nella mano sinistra». Le viene attribuita la costruzione di un castello situato ad Asadabad. Il suo titolo con cui passò alla storia nel novero dei sovrani sasanidi era "la Giusta".

### Fonti primarie
- (EN) Ṭabarī, The History of Al-Ṭabarī, a cura di Ehsan Yar-Shater, vol. 40, Albany, State University of New York Press, 1985-2007.

### Fonti secondarie
- (EN) Touraj Daryaee, The Last Ruling Woman of Iranshahr: Queen Azarmigduxt, vol. 1, n. 1, International Journal of the Society of Iranian Archaeology, 2014.
- (EN) Ph. Gignoux, Āzarmīgduxt, su Encyclopaedia Iranica, iranicaonline.org, III, Fasc. 2,  p. 190.
- (EN) James Howard-Johnston, Ḵosrow II, su Encyclopaedia Iranica, iranicaonline.org, ed. online, 2010.
- (EN) Mehrdad Kia, The Persian Empire: A Historical Encyclopedia, ABC-CLIO, 2016, ISBN 978-16-10-69391-2.
- (EN) Parvaneh Pourshariati, Decline and Fall of the Sasanian Empire: The Sasanian-Parthian Confederacy and the Arab Conquest of Iran, Londra e New York, I.B. Tauris, 2008, ISBN 978-1-84511-645-3.
- (EN) A. Shapur Shahbazi, Sasanian dinasty, su Encyclopaedia Iranica, 2005. URL consultato il 24 aprile 2022.